# Lista de prêmios e indicações recebidos por Billie Eilish
A cantora norte-americana Billie Eilish recebeu, desde o início de sua carreira, 78 prêmios e 203 indicações sendo eles: 9 Grammy Awards, 2 American Music Awards, 3 MTV Europe Music Awards, 3 BRIT Award, 6 MTV Video Music Awards, 3 Billboard Music Awards, 2 Oscar e 2 Prêmios Globo de Ouro. Além disso, recebeu 18 prêmios do Guinness World Records durante a carreira. Em 2019, Eilish e seu primeiro álbum de estúdio receberem 6 nomeações ao Grammy Awards, sendo elas Artista Revelação, Álbum do Ano, Melhor Álbum de Pop, Gravação do Ano, Canção do Ano e Melhor Performance Solo de Pop, vencendo em 5 das 6 indicações. As vitórias em "Álbum do Ano", "Gravação do Ano", "Canção do Ano" e "Revelação do Ano" a classificam como a segunda pessoa a conseguir os quatro prêmios em uma noite, a primeira mulher e a mais jovem da história.  Aos dezessete anos, Eilish tornou-se a artista mais jovem a ser indicada nas quatro categorias principais da premiação. Com apenas dezoito anos, ao vencer nas 5 categorias no Grammy Awards de 2020, tornou-se a primeira artista mais jovem a ser indicada a categoria de Álbum do Ano. Em setembro de 2020, Eilish venceu mais 4 de 8 indicações no  iHeartradio Music Awards; sendo eles: Album do ano, Artista Feminiana no Ano, Artista de Rock Alternativo do ano, Melhor Música de Rock Alternativo do Ano "Bad Guy".
No Grammy Awards de 2021, Eilish venceu 2 de suas 4 indicações, uma delas como Melhor Canção Escrita para Mídia Visual, com "No Time to Die", música-tema de James Bond, que a fez como a artista mais jovem da história a gravar uma música-tema de James Bond, pelo qual venceu o Oscar.
No Grammy Awards de 2024, Eilish foi indicada em 6 categorias, vencendo as seguintes categorias: Canção do Ano e Melhor Canção Composta para Mídia Visual, com sua canção "What Was I Made For?", gravada para Barbie: The Album, trilha sonora do filme Barbie (2023)
No Oscar 2024, Eilish ganhou seu segundo Oscar ao vencer na categoria Melhor Música Original, com sua canção "What Was I Made For?", música tema de Barbie (filme). Se tornando a pessoa mais jovem a ganhar dois Oscar's, superando o recorde anterior de Louise Rainer, que havia ganhado seu segundo Oscar aos 28 anos em 1938.

## Prêmios e indicações
| Premiação                                  | Ano  | Categoria                                                         | Trabalho                                                        | Resultado | Ref.          |
| ------------------------------------------ | ---- | ----------------------------------------------------------------- | --------------------------------------------------------------- | --------- | ------------- |
| Academy Awards                             | 2022 | Melhor Canção Original                                            | "No Time to Die"                                                | Venceu    | [ 7 ]         |
| Academy Awards                             | 2024 | Melhor Canção Original                                            | "What Was I Made For"                                           | Venceu    |               |
| American Music Awards                      | 2019 | Artista Revelação do Ano                                          | Billie Eilish                                                   | Venceu    | [ 8 ]         |
| American Music Awards                      | 2019 | Artista Favorito nas Redes Sociais                                | Billie Eilish                                                   | Indicado  | [ 8 ]         |
| American Music Awards                      | 2019 | Artista Favorita Feminina de Pop/Rock                             | Billie Eilish                                                   | Indicado  | [ 8 ]         |
| American Music Awards                      | 2019 | Artista Favorito de Rock Alternativo                              | Billie Eilish                                                   | Venceu    | [ 8 ]         |
| American Music Awards                      | 2019 | Videoclipe Favorito                                               | "Bad Guy"                                                       | Indicado  | [ 8 ]         |
| American Music Awards                      | 2019 | Álbum Favorito de Pop/Rock                                        | When We All Fall Asleep, Where Do We Go?                        | Indicado  | [ 8 ]         |
| American Music Awards                      | 2020 | Artista Favorito de Rock Alternativo                              | Billie Eilish                                                   | Indicado  | [ 9 ]         |
| American Music Awards                      | 2020 | Artista Favorito nas Redes Sociais                                | Billie Eilish                                                   | Indicado  | [ 9 ]         |
| Apple Music Awards                         | 2019 | Artista Global do Ano                                             | Billie Eilish                                                   | Venceu    | [ 10 ]        |
| Apple Music Awards                         | 2019 | Compositor do Ano                                                 | Billie Eilish & Finneas                                         | Venceu    | [ 10 ]        |
| Apple Music Awards                         | 2019 | Álbum do Ano                                                      | When We All Fall Asleep, Where Do We Go?                        | Venceu    | [ 10 ]        |
| ARIA Music Awards                          | 2019 | Melhor Artista Internacional                                      | Billie Eilish                                                   | Indicado  | [ 11 ]        |
| ASCAP Pop Music Awards                     | 2019 | Vanguard Award                                                    | Billie Eilish & Finneas                                         | Venceu    | [ 12 ]        |
| ASCAP Pop Music Awards                     | 2020 | Compositores e Editores                                           | Billie Eilish & Finneas                                         | Listada   | [ 13 ]        |
| ASCAP Pop Music Awards                     | 2021 | Compositores e Editores                                           | Billie Eilish & Finneas                                         | Listada   | [ 13 ]        |
| ASCAP Pop Music Awards                     | 2022 | Compositores e Editores                                           | Billie Eilish & Finneas                                         | Listada   | [ 13 ]        |
| BBC Radio 1's Teen Awards                  | 2018 | Melhor Estrela de Mídia Social                                    | Billie Eilish                                                   | Indicado  | [ 14 ]        |
| BBC Radio 1's Teen Awards                  | 2019 | Melhor Artista Internacional Solo                                 | Billie Eilish                                                   | Indicado  | [ 15 ]        |
| BBC Radio 1's Teen Awards                  | 2019 | Melhor Single                                                     | "Bad Guy"                                                       | Indicado  | [ 15 ]        |
| Billboard Live Music Awards                | 2019 | Concert and Marketing Promotions                                  | Uber Eats x Khalid x Billie Eilish Activation at South by South | Indicado  | [ 16 ]        |
| Billboard Music Awards                     | 2020 | Melhor Artista                                                    | Billie Eilish                                                   | Indicado  | [ 17 ]        |
| Billboard Music Awards                     | 2020 | Artista Revelação                                                 | Billie Eilish                                                   | Venceu    | [ 17 ]        |
| Billboard Music Awards                     | 2020 | Melhor Cantora                                                    | Billie Eilish                                                   | Venceu    | [ 17 ]        |
| Billboard Music Awards                     | 2020 | Melhor Artista da Billboard 200                                   | Billie Eilish                                                   | Indicado  | [ 17 ]        |
| Billboard Music Awards                     | 2020 | Melhor Artista da Hot 100                                         | Billie Eilish                                                   | Indicado  | [ 17 ]        |
| Billboard Music Awards                     | 2020 | Melhor Artista de Streaming                                       | Billie Eilish                                                   | Indicado  | [ 17 ]        |
| Billboard Music Awards                     | 2020 | Artista com Mais Canções Vendidas                                 | Billie Eilish                                                   | Indicado  | [ 17 ]        |
| Billboard Music Awards                     | 2020 | Melhor Artista Social                                             | Billie Eilish                                                   | Indicado  | [ 17 ]        |
| Billboard Music Awards                     | 2020 | Melhor Álbum da Billboard 200                                     | When We All Fall Asleep, Where Do We Go?                        | Venceu    | [ 17 ]        |
| Billboard Music Awards                     | 2020 | Melhor Canção da Hot 100                                          | "Bad Guy"                                                       | Indicado  | [ 17 ]        |
| Billboard Music Awards                     | 2020 | Melhor Canção de Streaming                                        | "Bad Guy"                                                       | Indicado  | [ 17 ]        |
| Billboard Music Awards                     | 2020 | Canção Mais Vendida                                               | "Bad Guy"                                                       | Indicado  | [ 17 ]        |
| Billboard Music Awards                     | 2021 | Melhor Artista Feminina                                           | Billie Eilish                                                   | Indicado  | [ 18 ]        |
| Billboard Women in Music                   | 2019 | Mulher do Ano                                                     | Billie Eilish                                                   | Venceu    | [ 19 ]        |
| Bravo Otto                                 | 2019 | Melhor Cantora Internacional                                      | Billie Eilish                                                   | Ouro      | [ 20 ]        |
| Bravo Otto                                 | 2020 | Melhor Cantora Internacional                                      | Billie Eilish                                                   | Bronze    | [ 20 ]        |
| Bravo Otto                                 | 2021 | Melhor Cantora Internacional                                      | Billie Eilish                                                   | Prata     | [ 21 ]        |
| BreakTudo Awards                           | 2018 | Artista Revelação Internacional                                   | Billie Eilish                                                   | Indicado  | [ 22 ]        |
| BreakTudo Awards                           | 2019 | Melhor Artista Internacinal Feminina                              | Billie Eilish                                                   | Indicado  | [ 23 ]        |
| BreakTudo Awards                           | 2019 | Videoclipe Internacional do Ano                                   | "Bad Guy"                                                       | Indicado  | [ 23 ]        |
| BreakTudo Awards                           | 2019 | Álbum do Ano                                                      | When We All Fall Asleep, Where Do We Go?                        | Indicado  | [ 23 ]        |
| BreakTudo Awards                           | 2020 | Hit Internacional                                                 | "Everything I Wanted"                                           | Indicado  | [ 24 ]        |
| BreakTudo Awards                           | 2020 | Melhor Artista Internacinal Feminina                              | Billie Eilish                                                   | Indicado  | [ 24 ]        |
| BreakTudo Awards                           | 2021 | Melhor Artista Internacinal Feminina                              | Billie Eilish                                                   | Indicado  | [ 25 ]        |
| BreakTudo Awards                           | 2021 | Hit Internacional                                                 | "Therefore I Am"                                                | Indicado  | [ 25 ]        |
| BreakTudo Awards                           | 2021 | Álbum do Ano                                                      | Happier Than Ever                                               | Indicado  | [ 25 ]        |
| Brit Awards                                | 2020 | Artista Internacional Solo Feminina                               | Billie Eilish                                                   | Venceu    | [ 26 ]        |
| Brit Awards                                | 2021 | Artista Internacional Solo Feminina                               | Billie Eilish                                                   | Venceu    | [ 27 ]        |
| Brit Awards                                | 2022 | Melhor Artista Internacional                                      | Billie Eilish                                                   | Venceu    | [ 28 ]        |
| Brit Awards                                | 2022 | Melhor Canção Internacional                                       | "Happier Than Ever"                                             | Indicado  | [ 28 ]        |
| Clef Music Awards                          | 2021 | Artista Pop Internacional 2020-2021                               | Billie Eilish                                                   | Indicado  | [ 29 ]        |
| Clio Awards                                | 2019 | Videoclipe                                                        | "When the Party's Over"                                         | Venceu    | [ 30 ]        |
| Clio Awards                                | 2019 | Event Design                                                      | Billie Eilish Experience (Spotify In House)                     | Venceu    | [ 31 ]        |
| Clio Awards                                | 2019 | Clio grand: 61 Seconds to Five Minutes                            | "Share Your Gifts"                                              | Venceu    | [ 32 ]        |
| Danish Music Awards                        | 2019 | Álbum Estrangeiro do Ano                                          | When We All Fall Asleep, Where Do We Go?                        | Venceu    | [ 33 ]        |
| Danish Music Awards                        | 2020 | Hit Internacional do Ano                                          | "Everything I Wanted                                            | Indicado  | [ 34 ]        |
| GAFFA Awards (Noruega)                     | 2018 | Melhor Música Estrangeira                                         | "When the Party's Over"                                         | Indicado  | [ 35 ]        |
| GAFFA Awards (Suécia)                      | 2019 | Artista Revelação Estrangeiro                                     | Billie Eilish                                                   | Venceu    | [ 36 ]        |
| GAFFA Awards (Suécia)                      | 2021 | Hit Internacional do Ano                                          | "No Time to Die"                                                | Indicado  | [ 37 ]        |
| Global Awards                              | 2020 | Melhor Artista Feminina                                           | Billie Eilish                                                   | Indicado  | [ 38 ]        |
| Global Awards                              | 2020 | Melhor canção                                                     | "Bad Guy"                                                       | Indicado  | [ 38 ]        |
| Golden Globe Awards                        | 2022 | Melhor Canção Original                                            | No Time To Die                                                  | Venceu    | [ 39 ]        |
| Golden Globe Awards                        | 2024 | Melhor Canção Original                                            | What Was I Made For                                             | Venceu    | [ 39 ]        |
| Grammy Awards                              | 2020 | Artista Revelação                                                 | Billie Eilish                                                   | Venceu    | [ 40 ]        |
| Grammy Awards                              | 2020 | Álbum do Ano                                                      | When We All Fall Asleep, Where Do We Go?                        | Venceu    | [ 40 ]        |
| Grammy Awards                              | 2020 | Melhor Álbum Pop Vocal                                            | When We All Fall Asleep, Where Do We Go?                        | Venceu    | [ 40 ]        |
| Grammy Awards                              | 2020 | Gravação do Ano                                                   | "Bad Guy"                                                       | Venceu    | [ 40 ]        |
| Grammy Awards                              | 2020 | Canção do Ano                                                     | "Bad Guy"                                                       | Venceu    | [ 40 ]        |
| Grammy Awards                              | 2020 | Melhor Performance Solo Pop                                       | "Bad Guy"                                                       | Indicado  | [ 40 ]        |
| Grammy Awards                              | 2021 | Gravação do Ano                                                   | "Everything I Wanted"                                           | Venceu    | [ 41 ]        |
| Grammy Awards                              | 2021 | Canção do Ano                                                     | "Everything I Wanted"                                           | Indicado  | [ 41 ]        |
| Grammy Awards                              | 2021 | Melhor Performance Solo Pop                                       | "Everything I Wanted"                                           | Indicado  | [ 41 ]        |
| Grammy Awards                              | 2021 | Melhor Canção Escrita para Mídia Visual                           | "No Time to Die"                                                | Venceu    | [ 41 ]        |
| Grammy Awards                              | 2022 | Álbum do Ano                                                      | Happier Than Ever                                               | Indicado  | [ 42 ]        |
| Grammy Awards                              | 2022 | Melhor Álbum Pop Vocal                                            | Happier Than Ever                                               | Indicado  | [ 42 ]        |
| Grammy Awards                              | 2022 | Gravação do Ano                                                   | "Happier Than Ever"                                             | Indicado  | [ 42 ]        |
| Grammy Awards                              | 2022 | Canção do Ano                                                     | "Happier Than Ever"                                             | Indicado  | [ 42 ]        |
| Grammy Awards                              | 2022 | Melhor Performance Solo Pop                                       | "Happier Than Ever"                                             | Indicado  | [ 42 ]        |
| Grammy Awards                              | 2022 | Melhor Videoclipe                                                 | "Happier Than Ever"                                             | Indicado  | [ 42 ]        |
| Grammy Awards                              | 2022 | Melhor Filme Musical                                              | "Happier Than Ever: A Love Letter To Los Angeles"               | Indicado  | [ 42 ]        |
| Grammy Awards                              | 2023 | Melhor Video Musical Longo                                        | "Billie Eilish: Live at the O2"                                 | Indicado  | [ 43 ]        |
| Grammy Awards                              | 2023 | Melhor Canção em Mídia Visual                                     | "Nobody Like U [From Turning Red]"                              | Indicado  | [ 43 ]        |
| Grammy Awards                              | 2024 | Canção do Ano                                                     | "What Was I Made For"                                           | Venceu    | [ 43 ]        |
| Grammy Awards                              | 2024 | Gravação do Ano                                                   | "What Was I Made For"                                           | Indicado  | [ 43 ]        |
| Grammy Awards                              | 2024 | Melhor Clipe                                                      | What Was I Made For                                             | Indicado  | [ 43 ]        |
| Grammy Awards                              | 2024 | Melhor Canção Composta para Mídia Visual                          | What Was I Made For                                             | Venceu    | [ 43 ]        |
| Grammy Awards                              | 2024 | Melhor Performance Solo de Pop                                    | "What Was I Made For"                                           | Indicado  | [ 43 ]        |
| Grammy Awards                              | 2024 | Melhor Performance de Duo/Grupo Pop                               | "Never Felt So Alone"                                           | Indicado  | [ 43 ]        |
| iHeartRadio MMVAs                          | 2018 | Artista Revelação Favorito dos Fãs                                | Billie Eilish                                                   | Indicado  | [ 44 ]        |
| iHeartRadio Music Awards                   | 2019 | Artista Revelação de Rock/Alternativo                             | Billie Eilish                                                   | Indicado  | [ 45 ]        |
| iHeartRadio Music Awards                   | 2020 | Artista Feminina do Ano                                           | Billie Eilish                                                   | Venceu    | [ 5 ]         |
| iHeartRadio Music Awards                   | 2020 | Artista de Rock Alternativo do Ano                                | Billie Eilish                                                   | Venceu    | [ 5 ]         |
| iHeartRadio Music Awards                   | 2020 | Canção do Ano                                                     | "Bad Guy"                                                       | Indicado  | [ 5 ]         |
| iHeartRadio Music Awards                   | 2020 | Canção de Rock Alternativo do Ano                                 | "Bad Guy"                                                       | Venceu    | [ 5 ]         |
| iHeartRadio Music Awards                   | 2020 | Melhor Letra                                                      | "Bad Guy"                                                       | Indicado  | [ 5 ]         |
| iHeartRadio Music Awards                   | 2020 | Melhor Videoclipe                                                 | "Bad Guy"                                                       | Indicado  | [ 5 ]         |
| iHeartRadio Music Awards                   | 2020 | Melhor Remix                                                      | "Bad Guy (Remix)" (com Justin Bieber)                           | Indicado  | [ 5 ]         |
| iHeartRadio Music Awards                   | 2020 | Álbum de Rock Alternativo do Ano                                  | When We All Fall Asleep, Where Do We Go?                        | Venceu    | [ 5 ]         |
| iHeartRadio Music Awards                   | 2021 | Artista Feminina do Ano                                           | Billie Eilish                                                   | Indicado  | [ 46 ]        |
| iHeartRadio Music Awards                   | 2021 | Canção de Rock Alternativo do Ano                                 | "Everything I Wanted"                                           | Indicado  | [ 46 ]        |
| iHeartRadio Music Awards                   | 2021 | Artista de Rock Alternativo do Ano                                | Billie Eilish                                                   | Indicado  | [ 46 ]        |
| iHeartRadio Music Awards                   | 2021 | Melhor Letra                                                      | "Everything I Wanted"                                           | Indicado  | [ 46 ]        |
| iHeartRadio Music Awards                   | 2022 | Artista Alternativo do Ano                                        | Billie Eilish                                                   | Indicado  | [ 47 ]        |
| iHeartRadio Music Awards                   | 2022 | Álbum Alternativo do Ano                                          | Happier Than Ever                                               | Venceu    | [ 47 ]        |
| iHeartRadio Music Awards                   | 2022 | Melhor Letra                                                      | "Happier Than Ever"                                             | Indicado  | [ 47 ]        |
| iHeartRadio Music Awards                   | 2022 | Melhor Letra                                                      | "Your Power"                                                    | Indicado  | [ 47 ]        |
| Juno Awards                                | 2020 | Álbum Internacional do Ano                                        | When We All Fall Asleep, Where Do We Go?                        | Venceu    | [ 48 ]        |
| LOS40 Music Awards                         | 2019 | Artista Revelação Internacional                                   | Billie Eilish                                                   | Indicado  | [ 49 ]        |
| LOS40 Music Awards                         | 2019 | Melhor Álbum Internacional                                        | When We All Fall Asleep, Where Do We Go?                        | Venceu    | [ 49 ]        |
| LOS40 Music Awards                         | 2019 | Melhor Videoclipe Internacional                                   | "Bad Guy"                                                       | Indicado  | [ 49 ]        |
| Melon Music Awards                         | 2019 | Top 10 Artistas                                                   | Billie Eilish                                                   | Listada   | [ 50 ]        |
| Melon Music Awards                         | 2019 | Melhor Canção de Pop                                              | "Bad Guy"                                                       | Venceu    | [ 50 ]        |
| Melon Music Awards                         | 2019 | Melhor Canção                                                     | "Bad Guy"                                                       | Indicado  | [ 50 ]        |
| Meus Prêmios Nick                          | 2020 | Artista Internacional Favorito                                    | Billie Eilish                                                   | Indicado  | [ 51 ]        |
| Meus Prêmios Nick                          | 2020 | Fandom do Ano                                                     | Billie Eilish                                                   | Indicado  | [ 51 ]        |
| Meus Prêmios Nick                          | 2020 | Hit Internacional Favorito                                        | "Everything I Wanted"                                           | Indicado  | [ 51 ]        |
| MTV Europe Music Awards                    | 2019 | Melhor Canção                                                     | "Bad Guy"                                                       | Venceu    | [ 52 ] [ 53 ] |
| MTV Europe Music Awards                    | 2019 | Melhor Videoclipe                                                 | "Bad Guy"                                                       | Indicado  | [ 52 ] [ 53 ] |
| MTV Europe Music Awards                    | 2019 | Artista Revelação                                                 | Billie Eilish                                                   | Venceu    | [ 52 ] [ 53 ] |
| MTV Europe Music Awards                    | 2019 | Melhor Artista Push                                               | Billie Eilish                                                   | Indicado  | [ 52 ] [ 53 ] |
| MTV Europe Music Awards                    | 2019 | Maiores Fãs                                                       | Billie Eilish                                                   | Indicado  | [ 52 ] [ 53 ] |
| MTV Europe Music Awards                    | 2019 | Melhor Artista dos Estados Unidos                                 | Billie Eilish                                                   | Indicado  | [ 52 ] [ 53 ] |
| MTV Europe Music Awards                    | 2020 | Melhor Videoclipe                                                 | "Everything I Wanted"                                           | Indicado  | [ 54 ]        |
| MTV Europe Music Awards                    | 2021 | Melhor Clipe Manifesto                                            | "Your Power"                                                    | Venceu    | [ 55 ]        |
| MTV Millennial Awards                      | 2019 | Instagrammer Global                                               | Billie Eilish                                                   | Indicado  | [ 56 ] [ 57 ] |
| MTV Millennial Awards                      | 2019 | Hit Global                                                        | "Bad Guy"                                                       | Venceu    | [ 56 ] [ 57 ] |
| MTV Millennial Awards                      | 2021 | Crush Celebridade                                                 | Billie Eilish                                                   | Indicado  | [ 58 ]        |
| MTV Millennial Awards                      | 2021 | Music-ship do Ano                                                 | "Lo Vas a Olvidar"                                              | Indicado  | [ 58 ]        |
| MTV Millennial Awards Brasil               | 2020 | Hit Global                                                        | "Everything I Wanted"                                           | Indicado  | [ 59 ]        |
| MTV Movie & TV Awards                      | 2021 | Melhor Documentário Musical                                       | Billie Eilish: The World's a Little Blurry                      | Indicado  | [ 60 ]        |
| MTV Video Music Awards                     | 2019 | Artista do Ano                                                    | Billie Eilish                                                   | Indicado  | [ 61 ]        |
| MTV Video Music Awards                     | 2019 | Artista Revelação                                                 | Billie Eilish                                                   | Venceu    | [ 61 ]        |
| MTV Video Music Awards                     | 2019 | Artista Push do Ano                                               | Billie Eilish                                                   | Venceu    | [ 61 ]        |
| MTV Video Music Awards                     | 2019 | Videoclipe do Ano                                                 | "Bad Guy"                                                       | Indicado  | [ 61 ]        |
| MTV Video Music Awards                     | 2019 | Melhor Videoclipe de Pop                                          | "Bad Guy"                                                       | Indicado  | [ 61 ]        |
| MTV Video Music Awards                     | 2019 | Melhor Direção                                                    | "Bad Guy"                                                       | Indicado  | [ 61 ]        |
| MTV Video Music Awards                     | 2019 | Melhor Edição                                                     | "Bad Guy"                                                       | Venceu    | [ 61 ]        |
| MTV Video Music Awards                     | 2019 | Canção do Verão                                                   | "Bad Guy"                                                       | Indicado  | [ 61 ]        |
| MTV Video Music Awards                     | 2019 | Melhores Efeitos Visuais                                          | "When the Party's Over"                                         | Indicado  | [ 61 ]        |
| MTV Video Music Awards                     | 2019 | Melhor Cinematografia                                             | "Hostage"                                                       | Indicado  | [ 61 ]        |
| MTV Video Music Awards                     | 2020 | Videoclipe do Ano                                                 | "Everything I Wanted"                                           | Indicado  | [ 62 ]        |
| MTV Video Music Awards                     | 2020 | Canção do Ano                                                     | "Everything I Wanted"                                           | Indicado  | [ 62 ]        |
| MTV Video Music Awards                     | 2020 | Video pelo Bem                                                    | "All the Good Girls Go to Hell"                                 | Indicado  | [ 62 ]        |
| MTV Video Music Awards                     | 2020 | Melhor Cinematografia                                             | "All the Good Girls Go to Hell"                                 | Indicado  | [ 62 ]        |
| MTV Video Music Awards                     | 2020 | Melhores Efeitos Visuais                                          | "All the Good Girls Go to Hell"                                 | Indicado  | [ 62 ]        |
| MTV Video Music Awards                     | 2020 | Melhor Direção                                                    | "Xanny"                                                         | Indicado  | [ 62 ]        |
| MTV Video Music Awards                     | 2021 | Melhor Clipe Pop                                                  | "Therefore I Am"                                                | Indicado  | [ 63 ]        |
| MTV Video Music Awards                     | 2021 | Melhor Clipe Latino                                               | "Lo Vas a Olvidar"                                              | Venceu    | [ 63 ]        |
| MTV Video Music Awards                     | 2021 | Melhor Clipe Manifesto                                            | "Your Power"                                                    | Venceu    | [ 63 ]        |
| MTV Video Music Awards                     | 2021 | Melhor Direção                                                    | "Therefore I Am"                                                | Indicado  | [ 63 ]        |
| MTV Video Music Awards                     | 2021 | Melhor Cinematografia                                             | "Therefore I Am"                                                | Indicado  | [ 63 ]        |
| MTV Video Music Awards                     | 2022 | Canção do Ano                                                     | "Happier Than Ever"                                             | Venceu    | [ 64 ]        |
| MTV Video Music Awards                     | 2022 | Melhor Pop                                                        | "Happier Than Ever"                                             | Indicado  | [ 64 ]        |
| MTV Video Music Awards                     | 2022 | Melhor Performance Longa em Vídeo                                 | Happier Than Ever: A Love Letter to Los Angeles                 | Indicado  | [ 64 ]        |
| MTV Video Music Awards                     | 2022 | Melhor Direção                                                    | "Happier Than Ever"                                             | Indicado  | [ 64 ]        |
| MTV Video Music Awards                     | 2022 | Melhores Efeitos visuais                                          | "Happier Than Ever"                                             | Indicado  | [ 64 ]        |
| MTV Video Music Awards Japan               | 2019 | Melhor Videoclipe de Artista Revelação Internacional              | "Bad Guy"                                                       | Venceu    | [ 65 ]        |
| MTV Video Music Awards Japan               | 2019 | Videoclipe do Ano                                                 | "Bad Guy"                                                       | Indicado  | [ 65 ]        |
| MTV Video Music Awards Japan               | 2021 | Melhor Videoclipe de Artista Internacional Solo                   | "Happier Than Ever"                                             | Venceu    | [ 66 ]        |
| MTV Video Play Awards                      | 2019 | Videoclipe Vencedor                                               | "Bad Guy"                                                       | Venceu    | [ 67 ]        |
| Nickelodeon Kids’ Choice Awards Abu Dhabi  | 2019 | Estrela Internacional Favorita                                    | Billie Eilish                                                   | Venceu    | [ 68 ]        |
| Nickelodeon Kids' Choice Awards            | 2019 | Artista Revelação                                                 | Billie Eilish                                                   | Venceu    | [ 69 ]        |
| Nickelodeon Kids' Choice Awards            | 2020 | Artista Feminina Favorita                                         | Billie Eilish                                                   | Indicado  | [ 70 ]        |
| Nickelodeon Kids' Choice Awards            | 2020 | Canção Favorita                                                   | "Bad Guy"                                                       | Venceu    | [ 70 ]        |
| Nickelodeon Kids' Choice Awards            | 2021 | Artista Feminina Favorita                                         | Billie Eilish                                                   | Indicado  | [ 71 ]        |
| NRJ Music Awards                           | 2019 | Revelação Internacional do Ano                                    | Billie Eilish                                                   | Venceu    | [ 72 ]        |
| NRJ Music Awards                           | 2019 | Vodeoclipe do Ano                                                 | "Bad Guy"                                                       | Indicado  | [ 72 ]        |
| NRJ Music Awards                           | 2020 | Artista Internacional Feminina do Ano                             | Billie Eilish                                                   | Indicado  | [ 73 ]        |
| NRJ Music Awards                           | 2021 | Artista Internacional Feminina do Ano                             | Billie Eilish                                                   | Indicado  | [ 74 ]        |
| NME Awards                                 | 2020 | Melhor Álbum do Mundo                                             | When We All Fall Asleep, Where Do We Go?                        | Indicado  | [ 75 ]        |
| NME Awards                                 | 2020 | Melhor Canção do Mundo                                            | "Bad Guy"                                                       | Venceu    | [ 75 ]        |
| NME Awards                                 | 2020 | Melhor Artista Solo do Mundo                                      | Billie Eilish                                                   | Indicado  | [ 75 ]        |
| People's Choice Awards                     | 2019 | Artista Feminina do Ano                                           | Billie Eilish                                                   | Venceu    | [ 76 ]        |
| People's Choice Awards                     | 2019 | Canção do Ano                                                     | "Bad Guy"                                                       | Indicado  | [ 76 ]        |
| People's Choice Awards                     | 2019 | Videoclipe do Ano                                                 | "Bad Guy"                                                       | Indicado  | [ 76 ]        |
| People's Choice Awards                     | 2019 | Álbum do Ano                                                      | When We All Fall Asleep, Where Do We Go?                        | Indicado  | [ 76 ]        |
| People's Choice Awards                     | 2020 | Artista Feminina do Ano                                           | Billie Eilish                                                   | Indicado  | [ 77 ]        |
| People's Choice Awards                     | 2021 | Artista Feminina do Ano                                           | Billie Eilish                                                   | Indicado  | [ 78 ]        |
| People's Choice Awards                     | 2021 | Álbum do Ano                                                      | Happier Than Ever                                               | Indicado  | [ 78 ]        |
| People's Choice Awards                     | 2021 | Especial de Pop do Ano                                            | Billie Eilish: The World's a Little Blurry                      | Indicado  | [ 78 ]        |
| Pollstar Awards                            | 2020 | Melhor Turnê de Pop                                               | When We All Fall Asleep Tour                                    | Indicado  | [ 79 ]        |
| Pollstar Awards                            | 2020 | Artista Revelação                                                 | Billie Eilish                                                   | Venceu    | [ 79 ]        |
| Pollstar Awards                            | 2021 | Melhor Evento Ao Vivo/Festival Virtual                            | Where Do We Go?                                                 | Indicado  | [ 80 ]        |
| Q Awards                                   | 2019 | Melhor Artista Solo                                               | Billie Eilish                                                   | Indicado  | [ 81 ]        |
| Q Awards                                   | 2019 | Melhor Artista do Mundo Atualmente                                | Billie Eilish                                                   | Indicado  | [ 81 ]        |
| Q Awards                                   | 2019 | Melhor Trilha                                                     | "Bad Guy"                                                       | Indicado  | [ 81 ]        |
| Q Awards                                   | 2019 | Melhor Álbum                                                      | When We All Fall Asleep, Where Do We Go?                        | Indicado  | [ 81 ]        |
| Queerty Awards                             | 2020 | Hino                                                              | "Bad Guy"                                                       | Indicado  | [ 82 ]        |
| Rockbjörnen                                | 2019 | Canção Estrangeira do Ano                                         | "Bad Guy"                                                       | Indicado  | [ 83 ]        |
| RTHK Top 10 Gold Songs Awards              | 2020 | Top 10 Canções Gold Internacionais                                | "Bad Guy"                                                       | Listada   | [ 84 ]        |
| RTHK Top 10 Gold Songs Awards              | 2020 | Super Canção Gold                                                 | "Bad Guy"                                                       | Venceu    | [ 84 ]        |
| RTHK Top 10 Gold Songs Awards              | 2020 | Top Artista Feminina                                              | Billie Eilish                                                   | Ouro      | [ 84 ]        |
| RTHK Top 10 Gold Songs Awards              | 2021 | Top 10 Canções Gold Internacionais                                | "No Time To Die"                                                | Listada   | [ 85 ]        |
| RTHK Top 10 Gold Songs Awards              | 2021 | Top Artista Feminina                                              | Billie Eilish                                                   | Bronze    | [ 85 ]        |
| Rolling Stone's International Music Awards | 2019 | Revelação                                                         | Billie Eilish                                                   | Venceu    | [ 86 ]        |
| Space Shower Music Awards                  | 2019 | Melhor Artista Internacional                                      | Billie Eilish                                                   | Venceu    | [ 87 ]        |
| Spotify Awards                             | 2019 | Arrtista Feminina com Mais Streams                                | Billie Eilish                                                   | Indicado  | [ 88 ]        |
| Spotify Awards                             | 2019 | Artista Femina com Mais Streams em Consoles                       | Billie Eilish                                                   | Indicado  | [ 88 ]        |
| Spotify Awards                             | 2019 | Artista Feminina com Mais Streams Para Usuários de 13 a 17 anos   | Billie Eilish                                                   | Venceu    | [ 88 ]        |
| Spotify Awards                             | 2019 | Artista Feminina com Mais Streams Para Usuários de 18 a 29 anos   | Billie Eilish                                                   | Indicado  | [ 88 ]        |
| Spotify Awards                             | 2020 | Artista Feminina com Mais Streams                                 | Billie Eilish                                                   | Indicado  | [ 89 ]        |
| Swiss Music Awards                         | 2019 | Melhor Artista Solo Internacional                                 | Billie Eilish                                                   | Venceu    | [ 90 ]        |
| Swiss Music Awards                         | 2019 | Melhor Artista de Ruptura Internacional                           | Billie Eilish                                                   | Venceu    | [ 90 ]        |
| TEC Awards                                 | 2019 | Excelente Realização Creativa – Gravação Produção/Single ou Faixa | "Bad Guy"                                                       | Venceu    | [ 91 ]        |
| Teen Choice Awards                         | 2019 | Canção Escolhida: Artista Feminina                                | "Bad Guy"                                                       | Indicado  | [ 92 ]        |
| Teen Choice Awards                         | 2019 | Artista Feminina Escolhida                                        | Billie Eilish                                                   | Venceu    | [ 92 ]        |
| Teen Choice Awards                         | 2019 | Artista de Sucesso Escolhido                                      | Billie Eilish                                                   | Venceu    | [ 92 ]        |
| Telehit Awards                             | 2019 | Melhor Videoclipe Anglo                                           | "Bad Guy"                                                       | Venceu    | [ 93 ]        |
| Telehit Awards                             | 2019 | Melhor Canção Anglo                                               | "Bad Guy"                                                       | Venceu    | [ 93 ]        |
| Telehit Awards                             | 2019 | Melhor Videoclipe do Povo                                         | "Bad Guy"                                                       | Indicado  | [ 93 ]        |
| Telehit Awards                             | 2019 | Melhor Artista Solo Feminina                                      | Billie Eilish                                                   | Venceu    | [ 93 ]        |
| UK Music Video Awards                      | 2019 | Melhor Videoclipe - Internacional                                 | "When the Party's Over"                                         | Indicado  | [ 94 ]        |

## Guiness World Records
| Título | Recorde            | Ano  | Ref.    |
| --- | ------------------ | ---- | ------- |
| Artista feminina com mais streams no Spotify em um ano                                                           | >6.000.000.000     | 2019 | [ 95 ]  |
| Artista mais jovem a ser nomeado nas principais categorias do Grammy Awards (categorias gerais de campo)         | 17 anos e 337 dias | 2019 | [ 96 ]  |
| Mulher mais jovem a atingir a 1ª posição da parada de álbuns do do Reino Unido                                   | 17 anos e 108 dias | 2019 | [ 97 ]  |
| Mulher mais pesquisada na Internet (em 2019)                                                                     | Não aplicável      | 2019 | [ 98 ]  |
| Músico mais pesquisado na Internet (em 2019)                                                                     | Não aplicável      | 2019 | [ 99 ]  |
| Músico mais pesquisado na Internet (feminina (em2019))                                                           | Não Aplicável      | 2019 | [ 100 ] |
| Artista mais jovem a escrever e gravar uma música tema de James Bond                                             | 18 anos e 41 dias  | 2020 | [ 6 ]   |
| Artista mais jovem a vencer na categoria Álbum do Ano no Grammy Awards                                           | 18 anos e 39 dias  | 2020 | [ 101 ] |
| Artista mais jovem a vencer na categoria Gravação do Ano no Grammy Awards                                        | 18 anos e 39 dias  | 2020 | [ 102 ] |
| Artista mais jovem a vencer todas as quatro principais categorias do Grammy Awards                               | 18 anos e 39 dias  | 2020 | [ 103 ] |
| Artista solo mais jovem a vencer na categoria Álbum do Ano no Grammy Awards                                      | 18 anos e 39 dias  | 2020 | [ 104 ] |
| Primeira artista feminina a vencer todas as quatro principais categorias do Grammy Awards em uma única cerimônia | 18 anos e 39 dias  | 2020 | [ 105 ] |
| Página da Wikipedia mais visitada de um "pós-millennial" ("Geração Z")                                           | 39.000.000         | 2021 | [ 106 ] |
| Álbum mais pré-adicionado no Apple Music                                                                         | 1.028.000          | 2021 | [ 107 ] |
| Vencedores mais vezes consecutivos do prêmio Gravação do Ano no Grammy Awards                                    | Duas vezes         | 2021 | [ 108 ] |
| Vencedor mais jovem da categoria Melhor Artista Internacional no Brit Awards                                     | 20 anos e 52 dias  | 2022 | [ 109 ] |
| Pessoa mais jovem a ganhar os prêmios "tríplice coroa" de música para cinema                                     | 20 anos e 99 dias  | 2022 | [ 110 ] |
| Mulher com mais indicações consecutivas ao Grammy Award de Gravação do Ano                                       | Três vezes         | 2022 | [ 111 ] |